# Liczba Fouriera
Liczba Fouriera – jedna z liczb podobieństwa. Wyraża ją stosunek strumienia ciepła przewodzonego do energii wewnętrznej o charakterze termicznym gromadzonej w ciele. Liczbę tę opisuje równanie:
{\displaystyle \mathrm {Fo} ={\frac {at}{l^{2}}}={\frac {\lambda t}{c_{p}\rho l^{2}}}}
gdzie:
{\displaystyle a} – współczynnik wyrównania temperatur (dyfuzji) [m²/s]
{\displaystyle a={\frac {\lambda }{c_{p}\rho }};}
{\displaystyle t} – czas charakterystyczny [s],
{\displaystyle \rho } – gęstość [kg/m³],
{\displaystyle c_{p}} – ciepło właściwe,
{\displaystyle \lambda } – przewodność cieplna (W·K−1·m−1),
{\displaystyle l} – wymiar charakterystyczny [m].